# ماريا دولورس أغيرو
ماريا دولورس أغيرو (بالإسبانية: María Dolores Agüero Lara)‏ هي دبلوماسية هندوراسية، ولدت في 14 أكتوبر 1982.